# متیو لو تیسیه
متیو لو تیسیه (به انگلیسی: Matthew Le Tissier) زادهٔ ۱۴ اکتبر ۱۹۶۸ بازیکن فوتبال اهل انگلستان بود که سابقهٔ بازی در تیم ملی فوتبال انگلستان را در کارنامهٔ خود دارد. وی در تاریخ ۹ مارس ۱۹۹۴ نخستین بازی ملی خود را در مقابل تیم ملی فوتبال دانمارک انجام داد و با حضور در ۸ بازی ملی، در تاریخ ۱۲ فوریه ۱۹۹۷ واپسین بازی ملی‌اش را در برابر تیم ملی فوتبال ایتالیا برگزار کرد.